# 부대
부대(部隊, 영어: troop)는 군사 후순위 단위로, 역사적으로 기병대에서 쓰던 전대 아래의 소규모 편제 단위이다. 보병 반 혹은 소대에 해당하는데, 예외적으로 미국 기병대와 왕립 기마포병이 각각 보병중대, 포병포대에 해당한다.
영연방 군대에서 이병 계급의 기병대 병사에게 -er를 붙여 Trooper로 부르기도 한다.

## 군사

### 미국
미국 기병대 또한 전통적인 기병대 편제를 따르고 있어서 Troop는 보병 중대에 해당하는 전대의 예하 편제 단위였지만, 1883년 전쟁부에서 모든 기병 중대를 Troop로 재지정하였다. 대대를 더 이상 쓰지 않도록 새롭게 편제 단위를 재정하였다.

### 영국
- 왕실기병대
- 왕립기갑군단
- 왕립 기마포병
- 왕립 공병대
- 왕립 수송대
- 왕립 통신대
- SAS

### 오스트레일리아
- 오스트레일리아 왕립기갑대
- 오스트레일리아 왕립공병
- 오스트레일리아 왕립통신대
- 오스트레일리아 육군 항공대
- 오스트레일리아 왕립수송대
- 오스트레일리아 왕립측량대
- SAS 연대 (SASR)

## 같이 보기
- 자루
- 마대 (자루)
- 부대 (동음이의)
- 포대 (동음이의)

## 참고
1. ↑  “THE INDIAN WARS”. History of the 4th U.S. Cavalry Regiment (영어). 2019년 5월 11일에 원본 문서에서 보존된 문서. 2019년 5월 11일에 확인함.